# Draga (gmina Loški Potok)
Draga – wieś w Słowenii, w gminie Loški Potok. W 2018 roku liczyła 87 mieszkańców.